# Ole Romeny
Ole Lennard Ter Haar Romeny, noto semplicemente come Ole Romeny (Nimega, 20 giugno 2000), è un calciatore olandese naturalizzato indonesiano, attaccante dell'Oxford Utd.

## Caratteristiche tecniche
Nonostante il suo ruolo naturale sia quello di ala destra, può occupare tutte le posizioni del fronte offensivo.

## Carriera

### Club
Cresciuto nel settore giovanile del N.E.C., ha esordito in prima squadra il 19 gennaio 2018 in occasione dell'incontro di Eerste Divisie perso 3-2 contro l'Almere City.
Il 30 settembre 2020 è passato in prestito al Willem II.
A fine prestito fa ritorno al N.E.C., in cui milita sino al 27 gennaio 2022, giorno in cui viene ceduto a titolo definitivo all'Emmen.
Il 13 giugno 2023 si è trasferito all'Utrecht.
Il 5 gennaio 2025 si è trasferito all'Oxford Utd.

### Nazionale
Ha giocato nelle nazionali olandesi Under-15, Under-18, Under-19 e Under-20.
Successivamente, dopo averne ottenuto la cittadinanza l'8 febbraio 2025, decide di rappresentare l'Indonesia, con cui esordisce il 20 marzo seguente nella sconfitta per 5-1 contro l'Australia, in cui ha realizzato la rete degli indonesiani.

## Statistiche
Statistiche aggiornate al 31 ottobre 2020.

### Presenze e reti nei club
| Stagione        | Squadra         | Campionato      | Campionato | Campionato | Coppe nazionali | Coppe nazionali | Coppe nazionali | Coppe continentali | Coppe continentali | Coppe continentali | Altre coppe | Altre coppe | Altre coppe | Totale | Totale | Totale |
| Stagione        | Squadra         | Comp            | Pres       | Reti       | Comp            | Pres            | Reti            | Comp               | Pres               | Reti               | Comp        | Pres        | Reti        | Pres   | Reti   |        |
| --------------- | --------------- | --------------- | ---------- | ---------- | --------------- | --------------- | --------------- | ------------------ | ------------------ | ------------------ | ----------- | ----------- | ----------- | ------ | ------ | ------ |
| 2017-2018       | N.E.C.          | 1D              | 4+2        | 0+1        | CO              | 0               | 0               |                    | -                  | -                  |             | -           | -           | 6      | 1      |        |
| 2018-2019       | N.E.C.          | 1D              | 23+1       | 1+0        | CO              | 1               | 0               |                    | -                  | -                  |             | -           | -           | 25     | 1      |        |
| 2019-2020       | N.E.C.          | 1D              | 27         | 8          | CO              | 1               | 0               |                    | -                  | -                  |             | -           | -           | 28     | 8      |        |
| 2020-2021       | N.E.C.          | 1D              | 5          | 0          | CO              | 0               | 0               |                    | -                  | -                  |             | -           | -           | 5      | 0      |        |
| Totale N.E.C.   | Totale N.E.C.   | Totale N.E.C.   | 59         | 10         |                 | 2               | 0               |                    | -                  | -                  |             | -           | -           | 61     | 10     |        |
| 2020-2021       | Willem II       | ED              | 4          | 0          | CO              | 0               | 0               |                    | -                  | -                  |             | -           | -           | 4      | 0      |        |
| Totale carriera | Totale carriera | Totale carriera | 63         | 10         |                 | 2               | 0               |                    | -                  | -                  |             | -           | -           | 65     | 10     |        |

## Palmarès

### Club

#### Competizioni nazionali
- Eerste Divisie: 1

Emmen: 2021-2022